# Tension (album Kylie Minogue)
Tension – szesnasty studyjny album australijskiej piosenkarki Kylie Minogue. Został wydany 22 września 2023 roku przez wytwórnię BMG. 
W przeciwieństwie do dwóch poprzednich albumów, artystka skorzystała z możliwości stworzenia płyty prezentującej indywidualizm każdego utworu, bez jednego wiodącego tematu. Główny singiel z albumu pt. „Padam Padam” został wydany 18 maja 2023 roku i zyskał uznanie krytyków za chwytliwość i standardy produkcji, był często wymieniany przez nich jako pretendent do piosenki lata. Singel osiągnął komercyjny sukces, docierając do pierwszej dziesiątki list przebojów w takich krajach jak Wielka Brytania, Izrael, Chorwacja, Węgry, Irlandia, Republika Południowej Afryki, Bułgaria, Łotwa. Utwór zdobył nagrodę Grammy 2024 dla najlepszej piosenki w kategorii pop/dance. Kolejnymi utworami promującymi krążek zostały piosenki „Tension” oraz „Hold on to Now”.  
Dzięki łącznej sprzedaży 53 239 egzemplarzy album zadebiutował na pierwszym miejscu notowania UK Albums Chart, stając się piątym najlepszym debiutem 2023 roku w tym kraju. Tension jest dziewiątym albumem numer jeden Minogue w Wielkiej Brytanii, dzięki czemu piosenkarka dołączyła do grona artystów z największą liczbą albumów numer jeden na Wyspach Brytyjskich, zajmując miejsce Boba Dylana i stając się trzecią piosenkarką, za Taylor Swift (10) i Madonną (12).
W 2024 roku wydano kontynuację albumu Tension II, natomiast w 2025 ma miejsce światowa trasa koncertowa Tension Tour prezentująca te dwa albumy.

## Lista utworów
| Nr  | Tytuł utworu            | Autorzy                                                                                 | Produkcja                                | Długość |
| --- | ----------------------- | --------------------------------------------------------------------------------------- | ---------------------------------------- | ------- |
| 1.  | „Padam Padam”           | Peter Rycroft, Ina Wroldsen                                                             | Peter Rycroft                            | 2:46    |
| 2.  | „Hold on to Now”        | Kylie Minogue, Biff Stannard, Duck Blackwell, Jon Green                                 | Blackwell, Green, Stannard               | 3:57    |
| 3.  | „Things We Do for Love” | Kylie Minogue, Biff Stannard, Duck Blackwell, Jon Green, Anya Jones, Kamille            | Blackwell, Green, Stannard               | 3:09    |
| 4.  | „Tension”               | Kylie Minogue, Biff Stannard, Duck Blackwell, Jon Green, Anya Jones, Kamille            | Blackwell, Stannard                      | 3:36    |
| 5.  | „One More Time”         | Kylie Minogue, Biff Stannard, Duck Blackwell, Jon Green                                 | Blackwell, Stannard                      | 3:02    |
| 6.  | „You Still Get Me High” | Kylie Minogue, Biff Stannard, Jon Green                                                 | Blackwell, Green, Stannard               | 3:38    |
| 7.  | „Hands”                 | Mich Hansen, Daniel Davidsen, Kasper Larsen, Ryan Ashley                                | Cutfather, Davidsen, KayAndMusic, Ashley | 2:45    |
| 8.  | „Green Light”           | Daniel Davidsen, Peter Wallevik, Ruby Spiro                                             | PhD                                      | 3:19    |
| 9.  | „Vegas High”            | Kylie Minogue, Biff Stannard, Duck Blackwell, Gez O'Connell                             | Stannard, Blackwell                      | 3:32    |
| 10. | „10 Out of 10”          | Oliver Heldens, James Abrahart, Liana Banks, Jackson Foote, Sarah Hudson, Kylie Minogue | Heldens, Foote                           | 2:51    |
| 11. | „Story”                 | Kylie Minogue, Biff Stannard, Duck Blackwell, Gez O'Connell                             | Blackwell, Stannard                      | 3:16    |
|     |                         |                                                                                         |                                          | 35:51   |

## Notowania i certyfikaty
| Lista przebojów (2023)              | Najwyższa pozycja |
| ----------------------------------- | ----------------- |
| Australia (ARIA Charts)             | 1                 |
| Austria (Ö3 Austria Top 40)         | 9                 |
| Belgia (Ultratop Flandria)          | 2                 |
| Belgia (Ultratop Walonia)           | 1                 |
| Czechy (ČNS IFPI)                   | 100               |
| Dania (Album Top-40)                | 31                |
| Finlandia (Suomen virallinen lista) | 8                 |
| Francja (SNEP)                      | 5                 |
| Hiszpania (PROMUSICAE)              | 2                 |
| Holandia (MegaCharts)               | 3                 |
| Irlandia (IRMA)                     | 2                 |
| Japonia (Digital Oricon)            | 19                |
| Kanada (Billboard Canadian Albums)  | 23                |
| Niemcy (Media Control Charts)       | 5                 |
| Nowa Zelandia (Recorded Music NZ)   | 5                 |
| Polska (OLiS)                       | 25                |
| Portugalia (AFP)                    | 4                 |
| Stany Zjednoczone (Billboard 200)   | 21                |
| Szwajcaria (Alben Top 100)          | 2                 |
| Szwecja (Sverigetopplistan)         | 19                |
| Węgry (MAHASZ)                      | 22                |
| Wielka Brytania (OCC)               | 1                 |
| Włochy (FIMI)                       | 13                |

| Kraj                  | Certyfikat    | Sprzedaż |
| --------------------- | ------------- | -------- |
| Wielka Brytania (BPI) | Srebrna płyta | 60 000+  |